# Tlamacazapa
Tlamacazapa är en ort i Mexiko.   Den ligger i kommunen Taxco de Alarcón och delstaten Guerrero, i den sydöstra delen av landet, 110 km söder om huvudstaden Mexico City. Tlamacazapa ligger 1 938 meter över havet och antalet invånare är 6 234.
Terrängen runt Tlamacazapa är kuperad åt sydost, men åt nordväst är den bergig. Tlamacazapa ligger uppe på en höjd. Runt Tlamacazapa är det ganska tätbefolkat, med 149 invånare per kvadratkilometer. Närmaste större samhälle är Taxco de Alarcón, 12,8 km nordväst om Tlamacazapa. I omgivningarna runt Tlamacazapa växer huvudsakligen savannskog.